# Mission populaire évangélique
La Mission populaire évangélique de France (MPEF), aussi surnommée la « Miss Pop », est une institution protestante française d’éducation populaire. 

## Histoire
En 1872, au lendemain de la Commune de Paris, le pasteur britannique Robert McAll s'installe dans le quartier de Belleville. Non-conformiste, méthodiste, animé par le Réveil, il fonde la « Mission MacAll », pour annoncer l’Évangile aux ouvriers. En 1879, la mission aux ouvriers de Paris change de nom et devient la Mission populaire évangélique. La Mission se tourne vers la lutte contre l’alcoolisme et l'éducation des ouvriers, avec des bibliothèques gratuites, des écoles populaires, des dispensaires enseignant l'hygiène. Des postes de lutte anti-alcoolique, qui rejoignent les sociétés de la Croix-Bleue, sont créés. Cet engagement social vaut à Robert McAll plusieurs récompenses. L'église connaît un développement extraordinaire entre 1872 et 1893, date de la mort de son fondateur, où elle compte 136 salles dans 57 villes et 37 départements y compris en Corse et en Afrique du Nord,,.
En 1891, est fondé le « foyer de Grenelle », dans le quartier industriel de Javel, à proximité des usines Citroën qui deviendront en 1983 le parc André-Citroën. La mission se développe dans une perspective de christianisme social avec Élie Gounelle. Après une première expérimentation à Nantes en 1909, est créé au Foyer de Grenelle à Paris la première troupe d'Éclaireurs unionistes en 1910. Pour les éclaireuses unionistes, c'est à la Mission populaire de la Maison Verte où Camille Savary dirige les Unions chrétiennes de jeunes filles que Violette Mouchon et Antoinette Butte créent du scoutisme féminin sous l'impulsion de Camille Savary. Au Foyer de Grenelle à Paris naissent aussi des colonies de vacances pour les enfants des ouvriers, qui occupent jusqu’à 15 propriétés et 2 préventoriums. Elles deviendront en 1931 l’Association Soleil & Santé. 
Pendant la Première Guerre mondiale, est créée à Nantes l’École de mutilés. Parmi les œuvres ou mouvements qui naissent au sein de la mission MacAll, on peut noter la Brosserie ménagère, créée à Nantes par Emmanuel Chastand, la coopérative de consommation de Fives-Lille créée par le pasteur Henri Nick avec l’aide de Charles Gide. La mission s'engage, avec son pasteur Jean Jousselin, pendant l'Occupation pour le sauvetage des juifs,,
La mission connaît une phase de déclin jusqu'en 1945 avec la sécularisation de la société. Au sein des usines, des Fraternités d'équipe ouvrières protestantes sont animés par des pasteurs-ouvriers, comme le pasteur Benjamin Atger, engagé en outre au Mouvement de la paix. La Mission s'engage contre la guerre d'Algérie. En 1969, la mission devient membre de la Fédération protestante de France. À partir des années 1980, elle recentre son action sur la réponse aux nouvelles attentes religieuses en milieu populaire, dans une tradition protestante et évangélique. En 2018, la Mission populaire évangélique n'est pas une église régie par la loi de 1905 mais une union rassemblant douze Fraternités,,,.